# 布鲁瓦
布鲁瓦（法語：Broye，法語發音：[bʁwa] ⓘ）是法国索恩-卢瓦尔省的一个市镇，属于欧坦区。

## 地理
布鲁瓦（46°52'17"N, 4°17'24"E）面积28.39 平方千米，位于法国勃艮第-弗朗什-孔泰大區索恩-卢瓦尔省，该省份为法国中部省份，北起顺时针与科多尔省、汝拉省、安省、罗讷省、卢瓦尔省、阿列省和涅夫勒省接壤。
与布鲁瓦接壤的市镇（或旧市镇、城区）包括：歐坦、马尔马涅、梅夫尔、圣桑福里安-德马尔马涅。

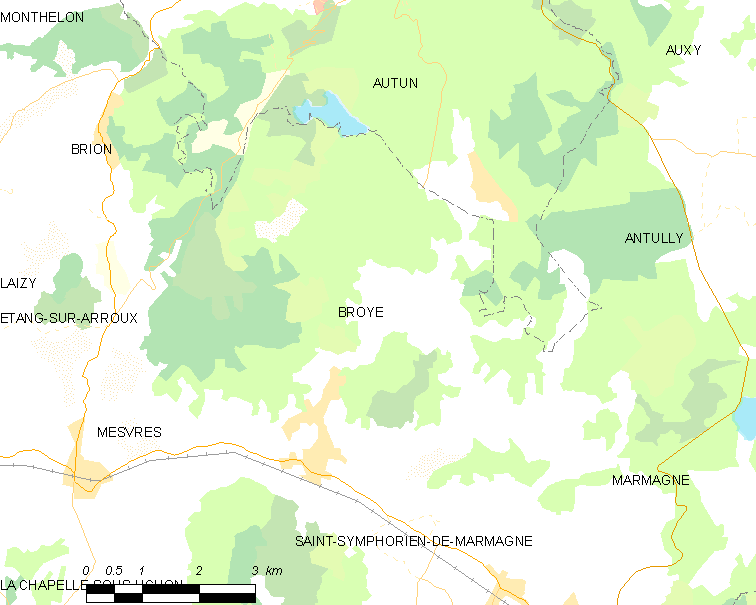
布鲁瓦的OSM定位图

布鲁瓦的时区为UTC+01:00、UTC+02:00（夏令时）。

## 行政
布鲁瓦的邮政编码为71190，INSEE市镇编码为71063。

## 政治
布鲁瓦所属的省级选区为欧坦第二县。

## 人口

1962-2008年间布鲁瓦人口变化图示

布鲁瓦于2022年1月1日时的人口数量为754人。